# Aramoana (Otago)

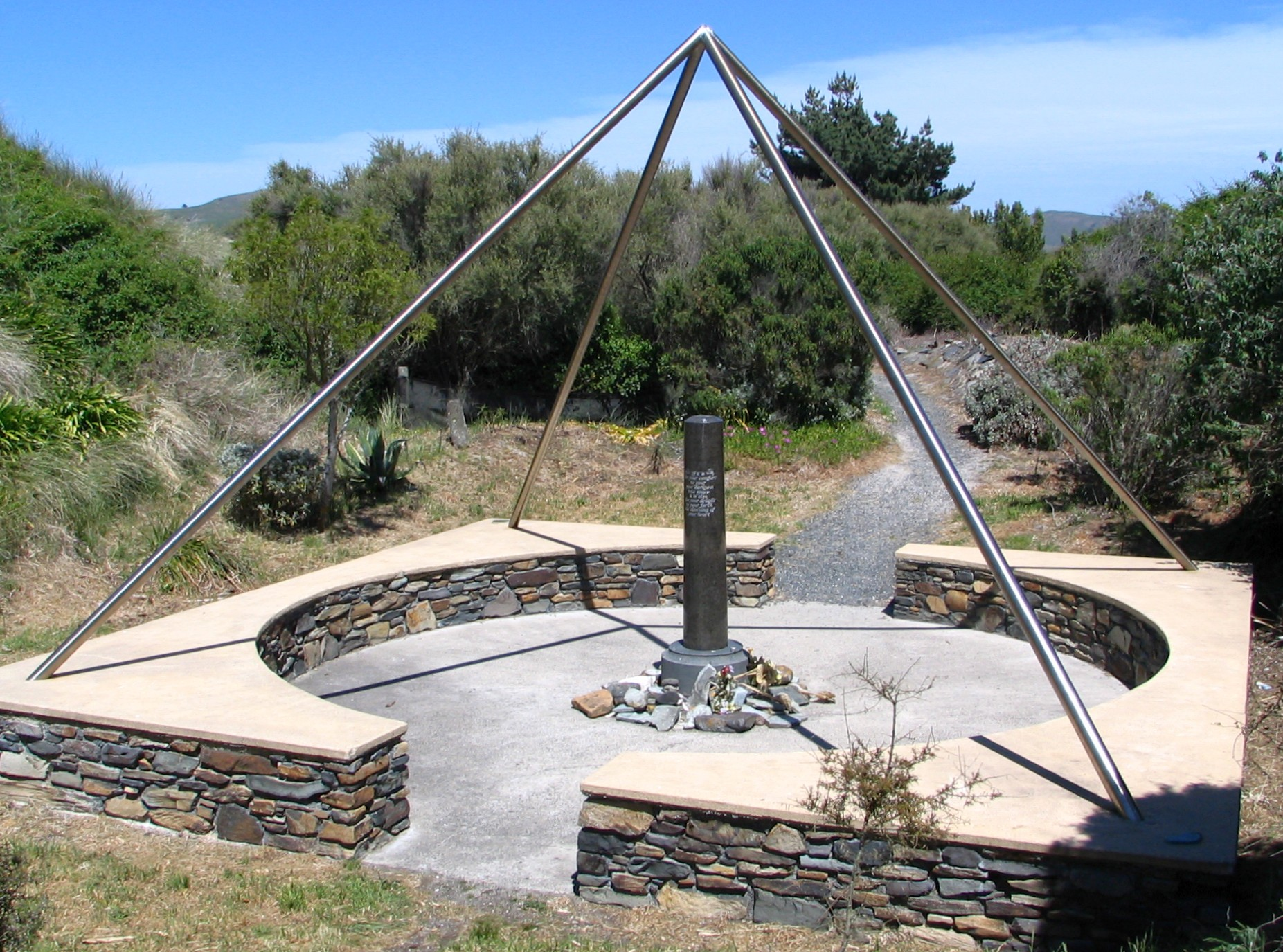
Gedenkstätte für die Opfer des Amoklaufs in Aramoana

Aramoana (deutsch: Weg zum Meer), von Einheimischen auch „The Spit“ genannt, ist eine Siedlung an der Küste von Dunedin auf der Südinsel von Neuseeland.

## Geographie
Aramoana liegt rund 27 km nördlich des Stadtzentrums von Dunedin an einer Sanddünen-Nehrung der Mündung des Otago Harbours in den Pazifischen Ozean. Der östlichste Punkt der Otago Peninsula liegt der Siedlung, die zum Stadtgebiet von Dunedin und zur Region Otago gehört, gegenüber.

## Geschichte
Die Siedlung entstand in den 1880er Jahren als Lotsenstation zum Navigieren von Schiffen durch die Enge des Otago Harbours. Sie entwickelte sich schnell zu einem kleinen Dorf. In den 1950er Jahren wurde Aramoana aufgrund seines ruhigen, ländlichen Charakters und seines schönen Strandes, der heute durch eine rund 1200 m ins Meer reichende Mole vor Wasserwellen geschützt wird, ein beliebter Badeort für die einheimischen Bevölkerung.
1974 wurde die Save Aramoana Campaign ins Leben gerufen, um den von der Regierung geplanten Bau einer Aluminiumschmelze zu verhindern. Der Bau ist nach wie vor ein strittiger Punkt.
Untrennbar verbunden mit dem Ort ist der Amoklauf von Aramoana im November 1990, die tödlichste Schießerei in der Geschichte Neuseelands, bei der ein Mann nach einem Nachbarschaftsstreit 13 Einwohner erschoss und sich in einem Haus verschanzte. Nachdem der ganze Ort abgeriegelt worden war, mussten Sondereinheiten der Polizei nahezu jedes einzelne Haus durchsuchen, um verbliebene Anwohner zu evakuieren und den Täter zu finden, der später bei einem Schusswechsel getötet wurde.

## Erholung und Freizeit
Nördlich der Mole verläuft der „Aramoana Beach“, auch „Big Beach“ genannt. Dabei handelt es sich um einen rund 2 km langen, weißen Sandstrand, der von vulkanischen Felsen flankiert wird. Südöstlich der Mole, verläuft ein weiterer weißer Sandstrand entlang der gesamten Nehrung hinaus in die Bucht; dieser wird „Shelley Beach“ genannt. Die Strände und Gewässer werden von Schwimmern, Tauchern und Surfern, die Felsen am Big Beach zusätzlich von Kletterern genutzt.
In der Umgebung von Aramoana, besonders im Bereich der Nehrung und Mole sind es auch Populationen von Seelöwen und Gelbaugenpinguinen zu finden, die an den Stränden und Felsen beim Sonnen beobachtet werden können.